# Teodora (córka Konstantyna VII)

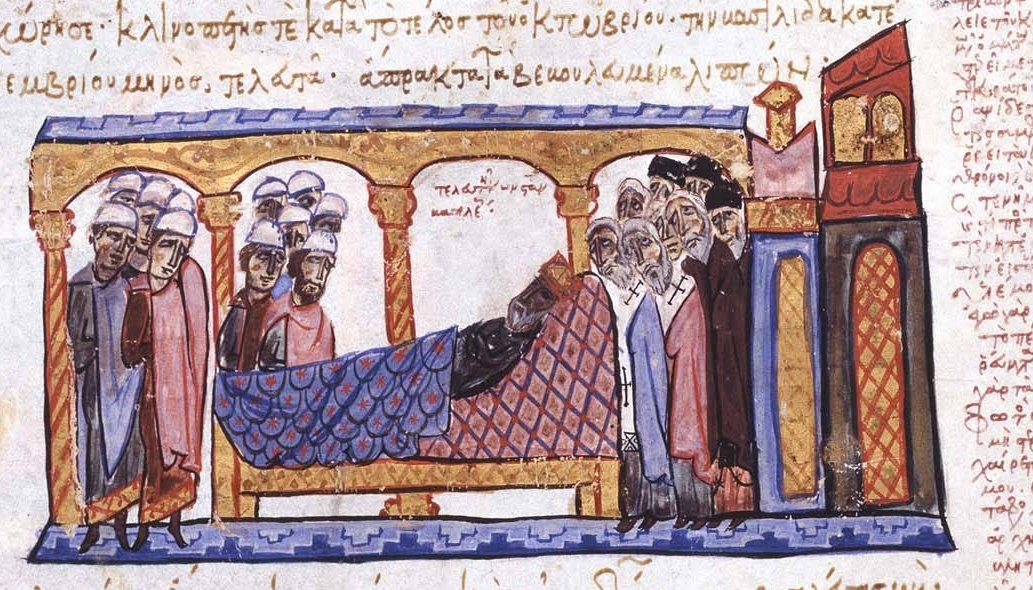
miniatura przedstawiająca łoże śmierci Konstantyna VII Porfirogenety

Teodora – cesarzowa bizantyńska. 

## Życiorys
Była córką Konstantyna VII Porfirogenety i Heleny Lekapeny. Prawdopodobnie w 959 wraz z siostrami została zesłana do klasztoru przez cesarza Romana II i Teofano. W 969 Jan I Tzimiskes usunął Teofano i w listopadzie 970 roku poślubił Teodorę jako potomkinię dynastii macedońskiej. 